# Ruth Geede

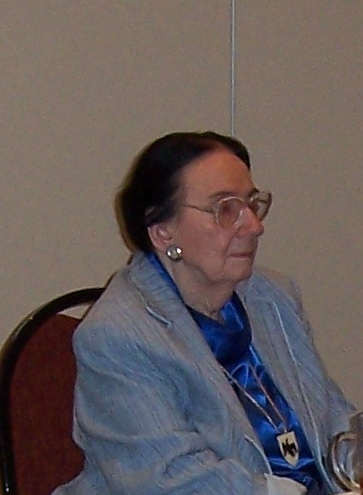
Ruth Geede (2010)

Ruth Geede – eigentlich Ruth Vollmer-Rupprecht (* 13. Februar 1916 in Königsberg; † 17. April 2018 in Hamburg) war unter ihrem Geburts- und Autorennamen Schriftstellerin und Journalistin.

## Leben
Nach ihrer Schulausbildung begann Geedes Arbeitsleben beim Reichssender Königsberg. Dort wirkte sie als freie Mitarbeiterin und setzte sich für den Erhalt der ostpreußischen Mundart ein.
Nach der Flucht am Ende des Zweiten Weltkrieges begann sie wieder als Volontärin bei der Lüneburger Landeszeitung, wo sie bis 1995 beschäftigt war. Zusätzlich betrieb Ruth Geede eigene Pressedienste und versorgte seit 1950 die Wochenzeitung Ostpreußenblatt (heute Preußische Allgemeine Zeitung) mit Artikeln aus Ostpreußen. Sie schrieb dort mit der Ostpreußischen Familie eine Kolumne, mit deren Hilfe immer wieder Vertriebene des Krieges zusammengeführt wurden.

## Leistungen
Bereits mit 17 Jahren veröffentlichte Ruth Geede ihre ersten Texte. Sie wurde von Begegnungen mit der ostpreußischen Schriftstellerin Agnes Miegel geprägt. Mit 19 Jahren erschien ihr erstes Buch mit plattdeutschen Erzählungen.
Ihre Tätigkeit als Autorin umfasste außerdem Hörspiele und Bühnenstücke, einige davon wurden im Hamburger Ohnsorg-Theater aufgeführt.

## Ehrungen
- 1985 wurde Ruth Geede mit dem Bundesverdienstkreuz am Bande ausgezeichnet,
- 1991 erhielt sie den Kulturpreis der Landsmannschaft Ostpreußen,
- 2000 den Preußenschild, die höchste Auszeichnung der Landsmannschaft und
- 2015 die Königsberger Bürgermedaille

## Werke

### Bücher
- Ostpreußische Geschichten z. B.: Bernsteinkettchen, Einfach wundervoll, Die Weihnachtsfamilie und andere, Rautenberg-Verlag, Leer
- Das Karussell – Kunterbuntes Kinderjahrbuch, ab etwa 1950 etwa 20 Jahrgänge, Nordland-Druck GmbH, Lüneburg
- Rote Korallen. Heiteres und Besinnliches aus der Heimat,  mit Zeichnungen von Erich Behrendt, 1. Aufl. 1977, 2. Aufl. 1984, Verlag Gerhard Rautenberg, Leer (Band VIII aus der Reihe Ostpreußisches Mosaik)
- Wie Blätter im Wind,  1. Aufl. 1981, Rautenberg-Verlag, Leer
- Ostpreußen – so sind wir – Lache on Griene en einem Sack
- Typisch Ostpreußisch – Heiteres und Besinnliches,  1985, Weidlich-Verlag, Würzburg
- Königsberger Impressionen
- Kurische Legenden
- Platt-Märchen
- weitere Kinder- und Kochbücher, Bernstein-, Hochzeits- und Weihnachtsgeschichten sowie ein Reiseführer für die Lüneburger Heide

### Erzählungen
- Die lateinische Salbe[2]

### DVD/Video
- Aus dem Leben einer Ostpreußin (Kindheit – Flucht – Neubeginn), 2006, Leipzig
- Märchen aus dem Bernsteinland, 2002, Litraton-Verlag, ISBN 3-89469-598-6
- Hoch oben schwebt Jule, 2003, Litraton-Verlag, ISBN 3-89469-727-X